# Carl Bertelsen
Carl Andreas Clausen Bertelsen (ur. 15 listopada 1937 w Haderslev, zm. 11 czerwca 2019) – duński piłkarz grający podczas kariery na pozycji napastnika.

## Kariera klubowa
Całą karierę piłkarską Carl Bertelsen spędził w klubie Esbjerg fB. Z Esbjergiem trzykrotnie zdobył mistrzostwo Danii w 1961, 1962, 1963 oraz Puchar Danii w 1964. Po tych sukcesach wyjechał do Szkocji, gdzie przez 4 lata był kolejno zawodnikiem Greenock Morton, Dundee F.C. i Kilmarnock F.C. W 1968 powrócił do Danii, gdzie został zawodnikiem Odense BK, w którym 1970.
| Sezon   | Klub                 | Kraj    | Rozgrywki    | Mecze | Bramki |
| ------- | -------------------- | ------- | ------------ | ----- | ------ |
| 1961    | Esbjerg fB           | Dania   | 1. division  | ?     | ?      |
| 1962    | Esbjerg fB           | Dania   | 1. division  | 21    | 10     |
| 1963    | Esbjerg fB           | Dania   | 1. division  | 21    | 13     |
| 1964    | Esbjerg fB           | Dania   | 1. division  | 11    | 7      |
| 1964/65 | Greenock Morton F.C. | Szkocja | Division Two | 25    | 10     |
| 1965/66 | Dundee F.C.          | Szkocja | Division One | 15    | 6      |
| 1966/67 | Kilmarnock F.C.      | Szkocja | Division One | 8     | 3      |
| 1967/68 | Kilmarnock F.C.      | Szkocja | Division One | 17    | 10     |
| 1968    | Odense Boldklub      | Dania   | 1. division  | ?     | ?      |
| 1969    | Odense Boldklub      | Dania   | 1. division  | ?     | ?      |
| 1970    | Odense Boldklub      | Dania   | 1. division  | ?     | ?      |

## Kariera reprezentacyjna
W reprezentacji Danii Bertelsen zadebiutował 11 czerwca 1962 w wygranym 6-1  meczu Mistrzostw Nordyckich z Norwegią. Był to udany debiut, gdyż Bertelsen w 69 min. zdobył czwartą bramkę dla Danii. W 1964 wystąpił w Pucharze Narodów Europy. Dania zajęła ostatnie, czwarte miejsce a Bertelsen wystąpił w obu jej meczach z ZSRR i Węgrami, w którym w 81 min. zdobył wyrównującą bramkę. Ostatni raz w reprezentacji wystąpił 28 czerwca 1964 w przegranym 1-4 meczu Mistrzostw Nordyckich ze Szwecją. Od 1962 do 1964 roku rozegrał w kadrze narodowej 20 meczów, w których zdobył 9 bramek.
| Mecze i gole w reprezentacji | Mecze i gole w reprezentacji | Mecze i gole w reprezentacji | Mecze i gole w reprezentacji | Mecze i gole w reprezentacji | Mecze i gole w reprezentacji | Mecze i gole w reprezentacji |
| #                            | Data                         | Miasto                       | Przeciwnik                   | Gol                          | Wynik                        | Rozgrywki                    |
| ---------------------------- | ---------------------------- | ---------------------------- | ---------------------------- | ---------------------------- | ---------------------------- | ---------------------------- |
| 1.                           | 11.06.1962                   | Kopenhaga                    | Norwegia                     | Gol                          | 6:1                          | Mistrzostwa Nordyckie        |
| 2.                           | 28.06.1962                   | Kopenhaga                    | Malta                        | Gol                          | 6:1                          | el. ME                       |
| 3.                           | 11.09.1962                   | Odense                       | Antyle Holenderskie          |                              | 3:1                          | towarzyski                   |
| 4.                           | 16.09.1962                   | Helsinki                     | Finlandia                    |                              | 6:1                          | Mistrzostwa Nordyckie        |
| 5.                           | 26.09.1962                   | Kopenhaga                    | Holandia                     | Gol                          | 4:1                          | towarzyski                   |
| 6.                           | 28.10.1962                   | Sztokholm                    | Szwecja                      | Gol                          | 2:4                          | Mistrzostwa Nordyckie        |
| 7.                           | 08.12.1962                   | Gzira                        | Malta                        | Gol                          | 3:1                          | el. ME                       |
| 8.                           | 12.12.1962                   | Stambuł                      | Turcja                       |                              | 1:1                          | towarzyski                   |
| 9.                           | 23.06.1963                   | Kopenhaga                    | Rumunia                      |                              | 2:3                          | el. IO                       |
| 10.                          | 15.09.1963                   | Oslo                         | Norwegia                     | Gol · Gol                    | 4:0                          | Mistrzostwa Nordyckie        |
| 11.                          | 06.10.1963                   | Kopenhaga                    | Szwecja                      |                              | 2:2                          | Mistrzostwa Nordyckie        |
| 12.                          | 30.10.1963                   | Tirana                       | Albania                      |                              | 0:1                          | el. ME                       |
| 13.                          | 03.11.1963                   | Bukareszt                    | Rumunia                      | Gol                          | 3:2                          | el. IO                       |
| 14.                          | 28.11.1963                   | Turyn                        | Rumunia                      |                              | 1:2                          | el. IO                       |
| 15.                          | 04.12.1963                   | Luksemburg                   | Luksemburg                   |                              | 3:3                          | el. ME                       |
| 16.                          | 10.12.1963                   | Kopenhaga                    | Luksemburg                   |                              | 2:2                          | el. ME                       |
| 17.                          | 18.12.1963                   | Amsterdam                    | Luksemburg                   |                              | 1:0                          | el. ME                       |
| 18.                          | 17.06.1964                   | Barcelona                    | ZSRR                         |                              | 0:3                          | Euro 64                      |
| 19.                          | 20.06.1964                   | Barcelona                    | Węgry                        | Gol                          | 1:3                          | Euro 64                      |
| 20.                          | 28.06.1964                   | Malmö                        | Szwecja                      |                              | 1:4                          | Mistrzostwa Nordyckie        |